# Ворен Фарел
Ворен Томас Фарел (енгл. Warren Thomas Farrell; Квинс, 26. јун 1943) амерички је педагог, активиста и аутор седам књига о мушким и женским проблемима.
Фарел је у почетку своје каријере постао познат 1970-их година као шампион другог таласа феминизма, и у Њујорку био у управном одбору Националне организације жена. Иако се данас он  сматра "оцем мушког покрета", он тврди да "не би требало да буде ни женског покрета који оптужује мушкараце, ни мушког покрета који криве жене, већ покрета који ослобађа оба пола од крутих улога прошлости, ка више флексибилним улогама за  будућност".
Његове књиге покривају историју, права, социологију и политику (Мит о мушкој моћи); комуникације парова (Жене не могу да чујем шта мушкарци не кажу, и Поновни сусрет оца и детета); економска и каријерна питања (Зашто мушкарци зарађују више); дечју психологију и старатељство деце (Поновни сусрет оца и детета); и психологију одрастања и социјализације (Зашто су мушкарци, то шта су и Ослобођени мушкарац). Све његове књиге су у вези мушких и женских студија, са предстојећим насловом који излази 2018.: Криза дечака.